# Der Staatsanwalt hat das Wort: Himmelblau oder Hans im Glück
Himmelblau oder Hans im Glück ist ein deutscher Kriminalfilm aus dem Jahr 1987. Er erschien als 118. Folge der Fernsehreihe Der Staatsanwalt hat das Wort. In den Hauptrollen sind Diana Urbank und Karsten Speck zu sehen.

## Handlung
Margitta Gronau ist die Sängerin und Frontfrau der vor kurzem gegründeten Amateur-Band Himmelblau. Abends tritt sie mit der Band in Clubs und bei verschiedenen Veranstaltungen auf. Tagsüber arbeitet Margitta in der Mode-Boutique ihrer Mutter. Ihrer Mutter ist die Band eher ein Dorn im Auge. Margitta betrachtet ihr Dasein in der Boutique nur als kurze Zwischenstation in ihrem Leben. Ihre Mutter möchte dagegen, dass Margitta eine Weiterbildung macht, um die Boutique eines Tages zu übernehmen.
Margittas bester Freund Hans ist der Leiter der Amateur-Band. Hans träumt vom Aufstieg der Band von den Amateuren zu den Profis und hat deshalb sogar seine Arbeitsstelle gekündigt. Doch der Weg zu Ruhm und einer erfolgreichen Karriere ist lang und steinig. Um neue Instrumente für die Band zu kaufen benötigt Hans Geld, das er jedoch nicht hat, keine Bank will ihm einen Kredit in so großer Höhe geben. Dann hilft ihm der Kohlenhändler Horst Hertel und gibt ihm einen Privatkredit, und Hans kann die Instrumente finanzieren. Als Horst jedoch von Hans eine Sicherheit für den Privatkredit haben möchte, fällt Hans auf die Schnelle nichts anderes ein, als den Wartburg 353 von Margittas Mutter zu benennen. Davon erfährt Margittas Mutter jedoch zunächst nichts.
Hans muss den Kredit an Horst innerhalb eines Jahres zurückzahlen. Für Hans beginnt damit buchstäblich ein Wettlauf gegen die Zeit. Für die noch unbekannte Band läuft es nicht gut, und Hans kann weiterhin, abgesehen von Hochzeitsfeierlichkeiten, keine großen Auftritte arrangieren, weshalb er auch immer wieder den Frust der fünf Bandmitglieder Margitta, Kalle, Norbert, Manne und Micky zu spüren bekommt. Da Hans neben Horst Hertel nun auch bei Herbert Krause finanziell in der Kreide steht und seine Schulden immer mehr ins Unabsehbare gleiten, bleibt ihm seiner Meinung nach nichts anderes übrig als sich auf kriminelle Weise Geld zu beschaffen. Hans betrügt und belügt im Laufe der Zeit immer mehr Menschen, die ihn eigentlich mögen und achteten. Seine Intrigen gehen eine ganze Weile gut, doch schließlich muss Hans sich eingestehen, dass er das Vertrauen aller Freunde und Bekannten missbraucht hat. Als Hertel und Krause beide jeweils Anzeige gegen Hans erstatten, beginnt der Leutnant der Kriminalpolizei Thomas Grawe in dem Fall zu ermitteln. Grawe überführt Hans seiner Betrügereien, und sein ewiger Traum vom Hans im Glück ist damit endgültig vorbei. Hans wird zu drei Jahren Haft und zu einer Schadensersatzzahlung in Höhe von 30.000 Mark verurteilt.

## Hintergründe
Die Dreharbeiten zum Film fanden im Frühjahr/Sommer 1987 statt. Die Erstausstrahlung des Films erfolgte am 29. November 1987 zur Hauptsendezeit im 1. Programm des DDR-Fernsehens.
In dieser Folge der Fernsehreihe Der Staatsanwalt hat das Wort gibt es ein Crossover mit der Reihe Polizeiruf 110. So hat in diesem Fall Andreas Schmidt-Schaller einen Auftritt in seiner Rolle als Thomas Grawe, die er von 1986 bis 1995 in 32 Folgen der Fernsehreihe Polizeiruf 110 gespielt hatte. Ein weiteres Crossover zwischen den beiden Serien fand danach nicht mehr statt.
Der Film wurde nach der Wende noch mehrmals im Fernsehen wiederholt, darunter auch im MDR Fernsehen oder im Hessischen Rundfunk.